# 西海轮渡沉没事件
西海轮渡沉没事件（：／）发生于1993年10月10日，韩国西海轮渡的客船在全罗北道扶安郡附近海域遇难，船上总共有362人，抢救生还70人，其余292人遇难。

## 事故详情
这艘客船的定员为221人，但是出行时却乘坐了362人，属于严重超载。并且海上天气十分恶劣，海上刮着10~14米/秒的西北风。这种恶劣的情况下客船强行出发。
当时海上的波高为2~3米，船长认为客船的左边受到的波浪强度远远高于预期。所以他决定用船首来突破波浪，把航向调整到60度。在临水岛（音译）附近，船长想恢复原航路，他又把航向向南调整40度。他的一系列操作对这艘严重超载的船来说，给船体不少负担。
这艘船上的船长缺乏经验。应该配合船长航海的大副因请假而缺席，所以水手长当作‘临时’的大副。
最终，这艘客船在恶劣海况中失控，被海浪打翻。船上362名人员中只生还70人，其余292人遇难。当救护人员投入拯救行动时，他们发现的是成堆的遇难者尸体。所以当时有媒体画了一幅‘死神诱惑客船’的讽刺漫画。